# Buoni con il mondo
Buoni con il mondo è il terzo album del cantautore italiano Brando, pubblicato dall'etichetta discografica Polydor e distribuito dalla PolyGram nel 1996.
L'album è disponibile su musicassetta e compact disc.

## Tracce
1. Chi ama come me
2. Buoni con il mondo
3. Cuore
4. La stazione
5. Il tempo se ne va
6. Liberi
7. A modo mio
8. Se mai volessi...
9. Sarebbe tempo
10. Mi sento solo
11. Il re della strada